# Філ Гілл (бодібілдер)
Філ Гілл (англ. Phil Hill, 12 жовтня 1963, Нью-Джерсі, США) — професійний американський бодібілдер. Найвище досягнення в кар'єрі: перемога на Ніч Чемпіонів 1988.

## Біографія

### Кар'єра в бодібілдингу
Філ Гілл народився 12 жовтня 1963 року в штаті Нью-Джерсі, США. Займатися бодібілдінгом почав в юнацькому віці. Генетика Філа самою природою була призначена для цього виду спорту, тому за короткий час хлопець домігся значного прогресу в розвитку тіла. До 19 років його тіло було настільки щільним і пропорційним, що на першому ж своєму турнірі «Містер Нью-Джерсі» (AAU) 1982 спортсмен став переможцем в абсолютній категорії.
Через 4 роки Філ Гілл здобув перемогу на турнірі Містер Америка (AAU) 1986 року в середній ваговій категорії. На турнірі Містер США (AAU) того ж року він здобув перемогу в абсолютному заліку. У 1987 році на турнірі Нейшнлз Гілл здобув перемогу у важкій ваговій категорії і отримав професійну карту, однак в абсолютній категорії поступився великому Шону Рею.
У наступному ж році почалося підкорення професійних турнірів. На шоу «Ніагара-Фалз» 1988 Філ зайняв гідне 2-е місце, поступившись лише Роббі Роббінсу. У престижному турнірі Ніч Чемпіонів того ж року він здобув свою першу професійну перемогу. Однак на турнірі Містер Олімпія 1988 Гілл став лише 12-м. Публіка дуже бурхливо прореагувала, освиставши рішення суддівської колегії, адже Філ явно виглядав краще від атлетів, які потрапили в десятку.
Філ боровся за професійні титули ще 2 роки, в 1990 році після 16-го місця на турнірі Ніч Чемпіонів він несподівано завершив свою кар'єру. Невідомо, що стало тому причиною, за даними деяких джерел Гілл пішов з професійного спорту в результаті проблем із здоров'ям, за іншими даними він був ображений суддівством IFBB і не захотів продовжувати професійну кар'єру.

### Після бодібілдингу
Після відходу зі спорту Філ Гілл влаштувався на роботу в виправній колонії при в'язниці Trenton State Prison в Нью-Джерсі. Пізніше, пішовши з цієї роботи, Філ відкрив свою компанію Hill Body Service у м Трентон. Компанія надає тренерські послуги.
Філ Гілл досі займається бодібілдингом і підтримує чудову форму. Він пішов тільки з змагального бодібілдингу, але не з бодібілдингу взагалі.

## Виступи
- Ніч Чемпіонів — 1 місце (1988), 16 місце (1990)
- Містер Олімпія — 12 місце (1988)
- Ніагара-Фаллз Про — 11 місце (1990)
- Гран-Прі Англія — 3 місце (1989)
- Гран-Прі Голландія — 3 місце (1989)
- Гран-Прі Фінляндія — 4 місце (1989)
- Ніагара-Фаллз-Про — 2 місце (1988)
- Нешеналс 1987